# Syrphoctonus intibiaesetus
Syrphoctonus intibiaesetus är en stekelart som beskrevs av Wang, Ma och Wang 1994. Syrphoctonus intibiaesetus ingår i släktet Syrphoctonus och familjen brokparasitsteklar. Inga underarter finns listade i Catalogue of Life.